# Jordi Aspa i Tricas
Jordi Aspa i Tricas (La Garriga, Vallès Oriental 1964) és l'actual director artístic del Festival de Circ Trapezi, juntament amb Bet Miralta.
Va néixer el 1964 a la població de la Garriga, situada a la comarca del Vallès Oriental. Després d'estudiar expressió corporal a Granollers i Barcelona va iniciar-se amb les tècniques circenses a París sota la direcció d'Anne Fratellini. L'any 1987 fundà amb Bet Miralta la companyia Escarlata Circus, amb la qual van assumir la direcció artística del Festival de Circ Trapezi, festival de circ organitzat a Reus i Vilanova i la Geltrú.
L'any 2007 ha estat guardonat, juntament amb Bet Miralta, amb el Premi Nacional de Circ, concedit per la Generalitat de Catalunya, per la seva aportació a la dignificació i el desenvolupament del circ a Catalunya, tant en el vessat artístic com per la incidència en el públic.